# یوتاکا سوندا
یوتاکا سوندا (انگلیسی: Yutaka Soneda؛ زادهٔ ۲۹ اوت ۱۹۹۴) بازیکن فوتبال اهل ژاپن است.